# Nebahat Çehre
Hilal Nebahat Çehre (Samsun, 15 de marzo de 1944), más conocida como Nebahat Çehre, es una actriz turca. Es reconocida por su papel como Firdevs Yöreoğlu en la serie Aşk-ı Memnu y como Ayşe Hafsa Sultan en la serie Muhteşem Yüzyıl.

## Biografía

### Primeros años
Es hija de İzzet Çehre, un abogado originario de Ayaria, y de Müzeyyen Çehre, una ama de casa. Es la única mujer de cuatro hermanos. Cuando tenía cinco años, su padre falleció debido a un ataque al corazón. Luego de esto, su familia se mudó a Estambul.

### Carrera
Su carrera profesional comenzó en el mundo del modelaje. En 1960, a la edad de quince años, fue coronada Miss Turquía. Viajó a Londres (Inglaterra) para representar a su país en el certamen de belleza Miss Mundo. Su participación en Miss Mundo la convirtió en uno de los nombres más requeridos en el mundo del modelaje. Luego de esto comenzó a recibir ofertas para trabajar en cine, donde debutó en la película Yaban Gülüm (1961).
En la década de 2000, ganó gran popularidad con las series de televisión Haziran Gecesi, Candan Öte y Aşk-ı Memnu. Entre 2011 y 2012, interpretó a Ayşe Hafsa Sultana, madre del sultán Solimán el Magnífico, en la serie de televisión histórica Muhteşem Yüzyıl.

## Vida privada
En 1964 comenzó una relación con el actor Yılmaz Güney, su compañero de trabajo en la película Kamalı Zeybek. El 30 de enero de 1967, la pareja contrajo matrimonio, pero al año siguiente se divorciaron. En 1976, se casó con el jugador de baloncesto Yavuz Demir. El matrimonio fracasó y la pareja se divorció en 1979.

## Filmografía

### Televisión
| Año       | Título              | Personaje         |
| --------- | ------------------- | ----------------- |
| 1992      | Yedikuleli Mihriban | Mihriban          |
| 2001      | Yeni Hayat          | Asya Zeren        |
| 2002      | Zalim               |                   |
| 2004-2006 | Haziran Gecesi      | Kumru Aydın       |
| 2006      | Candan Öte          | Nihan Özüm        |
| 2008-2010 | Aşk-ı Memnu         | Firdevs Yöreoğlu  |
| 2011-2012 | Muhteşem Yüzyıl     | Ayşe Hafsa Sultan |
| 2013      | A.Ş.K.              | Neslihan Vural    |
| 2014      | Kara Para Aşk       | Zerrin Denizer    |
| 2018      | Yuvamdaki Düşman    | Olcay             |

### Cine
- 1961: Yaban Gülüm
- 1962: Meçhule Gidenler
- 1962: Acı Hayat
- 1963: İki Vatanlı Kadın
- 1964: Kamalı Zeybek
- 1966: Kırık Hayatlar
- 1970: Adsız Cengaver
- 1972: Aynı Yolun Yolcusu
- 1974: Beş Tavuk Bir Horoz
- 1975: Yarış
- 1985: Kahreden Gençlik
- 1986: Güneşteki Leke
- 1987: Eski Sevdalar Gibi
- 1988: Kimlik
- 1988: Yaşamak
- 2002: Gülüm
- 2006: Dün Gece Bir Rüya Gördüm
- 2015: Kanlı Ocak